# المركز السعودي للمحتوى الرقمي
المركز السعودي للمحتوى الرقمي، هو أحد المراكز العلمية التابعة لدارة الملك عبد العزيز، للمحافظة على المصادر القيمة وحفظها لأجيالنا في المستقبل كتاريخ ومصدر هام ورئيس عن المملكة العربية السعودية، وكذلك العمل على إتاحتها للباحثين والمهتمين من خلال الوسائط والوسائل التقنية الحديثة. وقد عُرف المركز بمركز التاريخ السعودي الرقمي وفي 30 ربيع الأول 1441هـ / 27 نوفمبر 2019م تم تغيير مسماه إلى المركز السعودي للمحتوى الرقمي (رقمن).

## النشأة
يأتي إنشاء المركز تماشياً مع توجهات خطط التنمية الوطنية في مواكبة التوجه نحو الاقتصاد المبني على المعرفة وتعزيـز مقومـات مجتمـع المعلومات. وذلك من خلال مواكبة التطورات المعرفية والتقنية المتسارعة في العالم واسـتقطابها وتوطينهـا، وتوليـد المعرفة داخلياً ونشرها، والاستفادة من كل ذلك في تطوير هيكل الاقتصـاد الـوطني السعودي.
فقد تقدمت دارة الملك عبد العزيز بعرض إنشاء المركز وتم التوقيع على إنشاءه بتاريخ 6 / 11 / 1430هـ ونص الاتفاق الذي تم توقيعه بين معالي وزير التعليم الدكتور خالد بن محمد العنقري، ومعالي الأمين العام لدارة الملك عبد العزيز الدكتور فهد بن عبد الله السماري اتفاقاً تقوم بموجبه الوزارة بتمويل إنشاء«مركز تطوير حفظ وتنظيم المصادر التاريخية للمملكة العربية السعودية إلكترونياً» الذي تم تغيير اسمه فيما بعد ليكون «مركز التاريخ السعودي الرقمي».

## أهداف المركز
يكتسب المركز أهميته من دورة في خدمة المصادر التاريخية ويسعى من خلال ذلك إلى دعم المشاريع البحثية العلمية التي تعمل على حفظها وتنظيمها والاستفادة من التقنيات والنظم المعلوماتية للإسهام في إدارتها وحفظها وإتاحتها للباحثين، والمستفيدين بشكل عام، ويمكن إيجاز أهمية المركز في العناصر الآتية:
- خدمة المجتمع بحفظ وتنظيم وإتاحة المصادر التاريخية.
- العمل على بناء معايير وصفية تنظم المصادر التاريخية في شكلها الرقمي.
- تمكين البحوث العلمية في مجال النظم التقنية المتعلقة بحفظ وإتاحة المصادر التاريخية.
- بناء الخبرات التخصصية في مجال المركز وتبادل الخبرات مع المراكز العالمية.
- توعية المجتمع بأهمية المصادر التاريخية وايجاد البرامج التوعوية في مجالات الاعلام والمحافل العلمية.
- رسم السياسات والقوانين المتعلقة بحفظ وإدارة المصادر العلمية عن طريق الدراسات العلمية.[2]

## المستفيدون والشركاء

### المستفيدون
يقدم المركز خدماته لكافة القطاعات الحكومية وشبة الحكومية والقطاع الخاص. كما أن المركز يخدم المؤسسات والجهات التعليمية والعلمية والبحثية ومراكز الحفظ الوثائقي والأرشيفي المستقلة والتابعة. كما يقدم المركز دورات تدريبية وتثقيفية وتوعوية في مجالات الحفظ والتحول والإثراء للمحتوى الرقمي.

### الشركاء
يتعاون المركز مع بعض القطاعات لتكتمل لتوفير الفائدة القصوى للمستفيدين من محتواه، وهي:
- دارة الملك عبد العزيز.
- وزارة التعليم.
- المكتبة الرقمية العالمية.
- المحفوظات الوطنية.
- مبادرة المبادئ التوجيهية للوكالات الفيدرالية.

## مجلس الإدارة
يتولى مجلس إدارة المركز الإشراف على جميع أنشطة المركز
| الاسم                                 | المنصب      | الولاية                                     |
| ------------------------------------- | ----------- | ------------------------------------------- |
| معالي الدكتور فهد بن عبد الله السماري | رئيس المجلس | الأمين العام المكلف                         |
| د.عبد القادر بن عبد الله الفنتوخ      | عضواً        | وكيل وزارة التخطيط والمعلومات               |
| د.عيسى بن عبد الله العيسى             | عضواً        | عميد كلية علوم الحاسب والمعلومات            |
| د.منصور بن محمد الغامدي               | عضواً        | مدير الإدارة العامية للنشر والتوعية العلمية |
| م.عبد العزيز بن عبد الرحمن الشعيبي    | عضواً        | نائب المدير العام للاستراتيجية والحوكمة     |
| د.سليمان بن سالم الشهري               | أميناً       | مدير المركز                                 |
| أ. محمد بن علي القحطاني               | عضواً        | مدير عام الشئون المالية والإدارية           |

## البرامج والخدمات
- برنامج البحوث والدراسات: يهتم بالبحوث والدراسات لإيجاد الحلول لعمليات التحويل الرقمي والحفظ والإتاحة.
- المشروعات والبرامج التطبيقية: يهتم بنقل نتائج البحوث والدراسات الأساسية إلى أرض الواقع.
- برنامج الاستشارات الفنية والتقنية: تقديم الخدمات الاستشارية الفنية والتقنية للمؤسسات والجهات المعنية بالتحويل الرقمي والحفظ والإتاحة.
- البرنامج التوعوي والتدريبي: يهتم بالتوعية والتثقيف والتدريب للكوادر البشرية في مجال التحويل الرقمي وإدارة المشاريع الرقمية.
- برنامج التعاون والعمل المشترك: يهتم بإيجاد فرص التعاون مع الجهات البحثية والمهنية ذات العلاقة لتبادل الخبرات ونقل المعرفة.
- برنامج التحويل الرقمي: تقديم خدمات التحويل الرقمي لمختلف الوسائط والمواد.
- برنامج الاستثمار الرقمي: يتيح الفرص الاستثمارية مع القطاع الحكومي والخاص.[4]

## من مشاريع المركز
- مشروع ويكي دون.

## وصلات خارجية
- المكتبة الرقمية العالمية.
- المركز السعودي للمحتوى الرقمي (رقمن).
- دارة الملك عبد العزيز تحفِّز المجتمع إثراءً للمحتوى الرقمي السعودي والعربي والإسلامي.
- (ويكي دَوِّن)، مبادرة المركز السعودي للمحتوى الرقمي في دارة الملك عبد العزيز.